# Sedampah Indah
Sedampah Indah is een bestuurslaag in het regentschap Lampung Barat van de provincie Lampung, Indonesië. Sedampah Indah telt 1055 inwoners (volkstelling 2010).